# Otto Hämmerle
Otto Hämmerle (* 11. Mai 1846 in Dornbirn, Vorarlberg; † 7. November 1916 ebenda) war ein österreichischer Textilindustrieller und gehörte durch den Ausbau des Bödeles zu den Pionieren des Fremdenverkehrs in Vorarlberg.

## Leben und Wirken
Otto Hämmerle war der älteste Sohn des Fabrikanten Franz Martin Hämmerle (1815–1878) – dem Gründer (1836) der Textilfabrik F. M. Hämmerle – und seiner zweiten Ehefrau, Maria Katharina Franziska Sidon, geb. Ratz (1820–1850). Neben zwei Geschwistern hatte er noch 12 weitere Halbgeschwister.

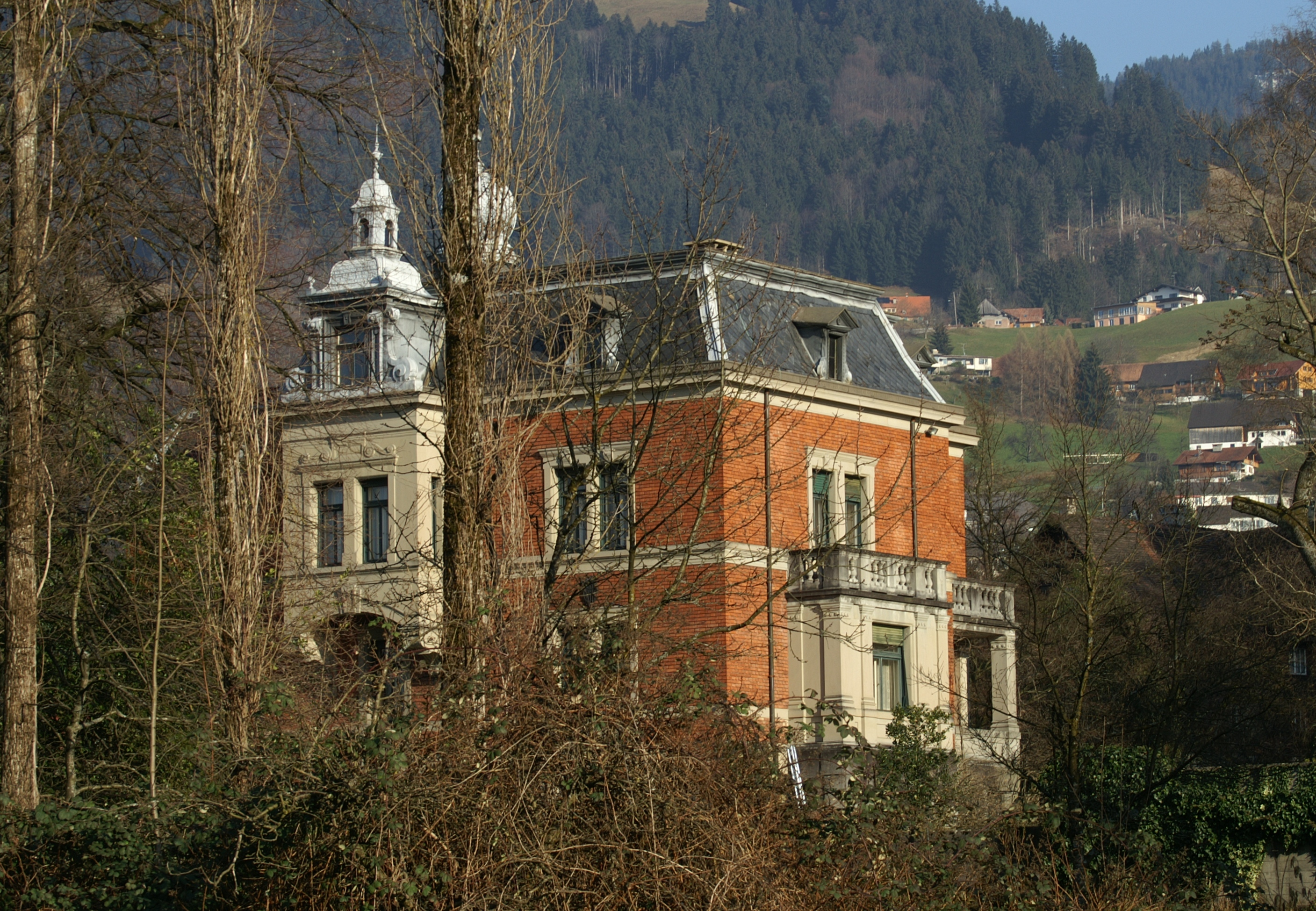
Villa von Otto Hämmerle, Dr.-Waibel-Straße 12 in Dornbirn

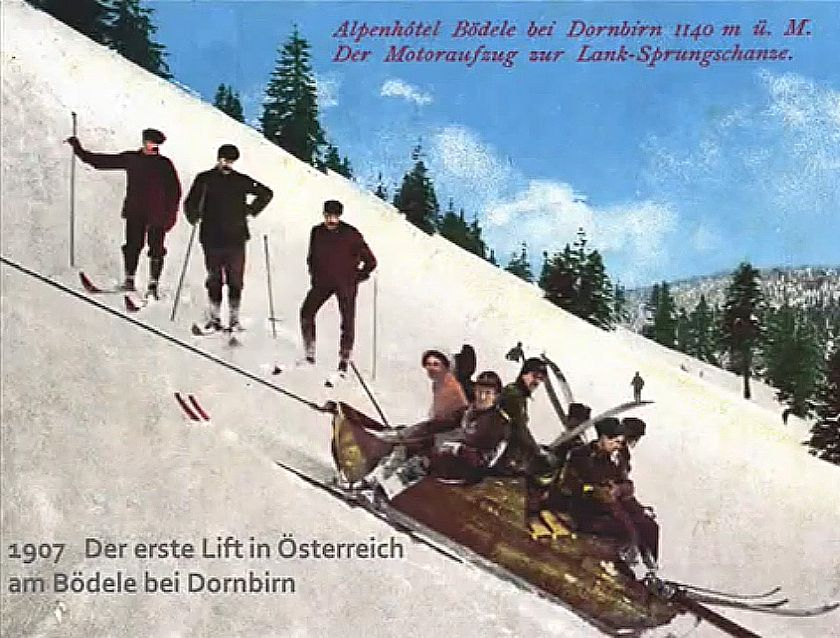
Skilift am Bödele (1907)

Nach der Volksschule in Dornbirn besuchte er ebendort die Fortbildungsschule Jochum und Künz, dann 1860–1861 das Internat Collegium Bernardi in Bregenz und bis 1863, zwecks Erlernen der italienischen Sprache, die Realschule Rovereto in Oberitalien.
1867 ging er für eineinhalb Jahre nach England und wurde dort in Manchester und Liverpool in der Baumwollbranche und Betrieben der Textilindustrie ausgebildet. Er verwertete später die erworbenen Kenntnisse im väterlichen Betrieb. Inspiriert von der englischen Bauweise in Sichtziegelmauerwerk ließ er sich 1874 für seine Familie – er heiratete am 20. Oktober 1873 – von dem Baumeister Josef Anton Albrich eine großzügige Villa in Dornbirn errichten.
Von 1878 bis zu seinem Tod war er für knapp 40 Jahre Seniorchef der Fabriken des seinerzeit größten Textilunternehmens Österreichs F.M. Hämmerle. In den Jahren 1878 bis 1888 gehörte er als Mitglied der Dornbirner Gemeindevertretung an, gewählt von der liberalen Partei. Auch war er von 1885 bis 1916 Mitglied der Handelskammer Vorarlberg und ab 1914 deren Vizepräsident.
Otto Hämmerle erwarb um 1900 zwölf Vorsäß-Hütten auf der Oberlose am Bödele und zusätzlich bedeutenden Grundbesitz, der sich noch heute auf rund 130 Hektar bemisst. Er richtete dort einen Alpbetrieb mit Sennerei ein und ließ freigewordene Hütten zu Ferienhäusern, die vorwiegend von Angehörigen und Freunden der Hämmerle-Familie zur Sommerfrische genutzt wurden, umbauen. 1904 erwarb er von Josef Klocker das Gasthaus am Bödele, welches er in Etappen zum Alpenhotel Bödele ausbauen ließ. Auch wurde dort ein künstlich angelegter Badesee, der Bödelesee, geschaffen. 1907/1908 ließ Hämmerle auf eigene Kosten für 30.000 Gulden eine Fahrstraße von Dornbirn auf das Bödele bauen, womit er Pionierarbeit leistete. Auch wurde 1907 der weltweit erste Skilift am Bödele errichtet, und in Folge wurde das Gebiet rasch zum bekanntesten Wintersportplatz im Bodenseeraum und Vorarlberg.

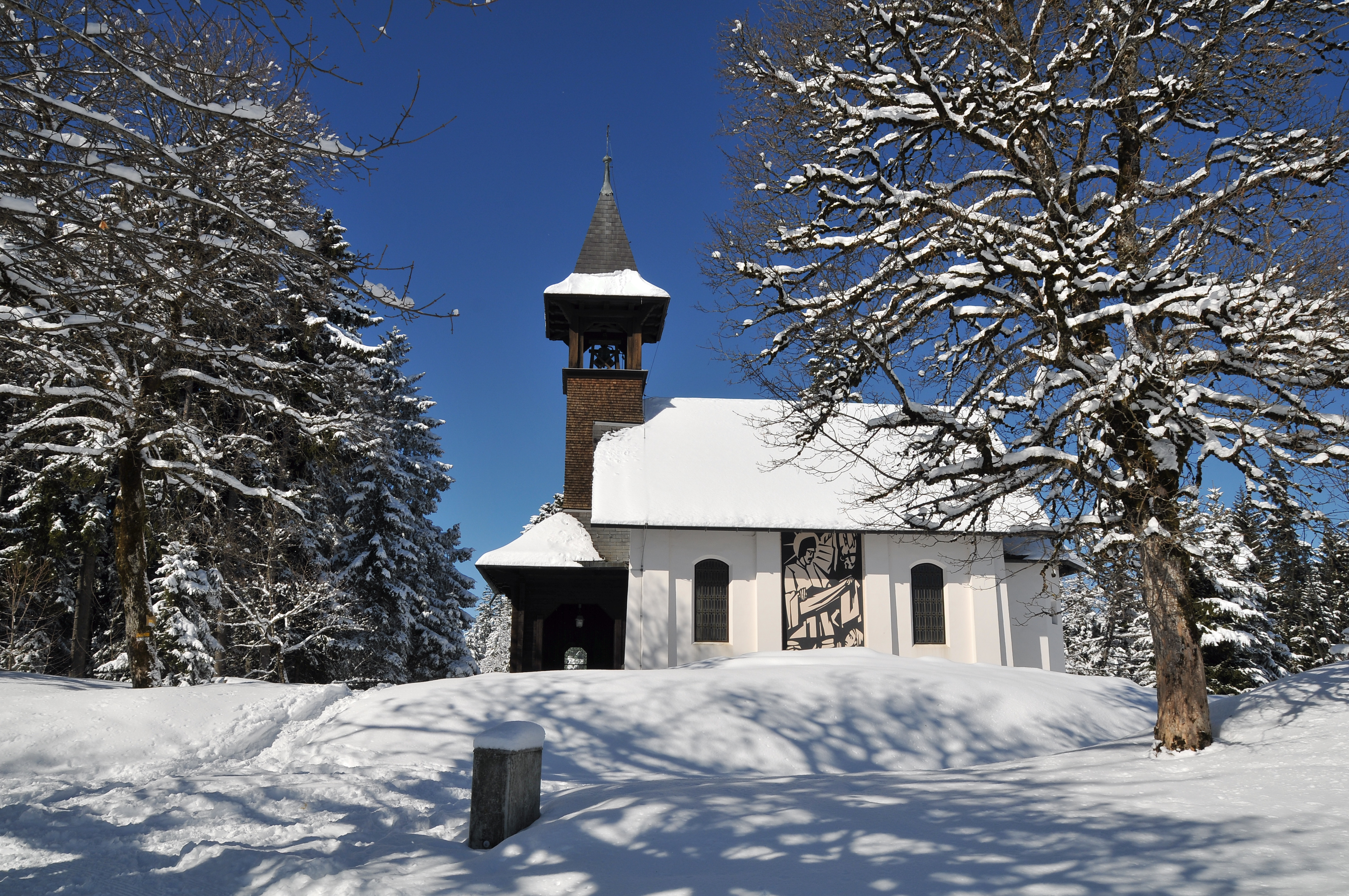
Von Otto Hämmerle 1905/1906 gestiftete Kapelle hl. Maria auf dem Bödele

## Sonstige Aktivitäten
Hämmerle war Ausschussmitglied des privat geführten Teils der Landeswohltätigkeitsanstalt in Valduna, zu dessen Gründern und Gönnern er gehörte. Beim Losenpass am Bödele stiftete er eine Kapelle heilige Maria zu Ehren der Muttergottes, die er in den Jahren 1905/1906 errichten ließ.

## Ehrungen
Im Oktober 1884 wurde ihm von Franz Joseph I. der Orden der Eisernen Krone (III. Klasse) verliehen.

## Tod und Andenken
Otto Hämmerle verstarb am 7. November 1916 im Alter von 70 Jahren, während drei seiner Söhne im Ersten Weltkrieg „standen“ und nachdem seine Frau Klaudia viereinhalb Jahre zuvor, nach langem schweren Leiden im Alter von 58 Jahren aus dem Leben schied. Die Angehörigen von Otto Hämmerle übergaben am 24. November 1916 zu seinem Andenken dem Vorsitzenden der Dornbirner Stadtvertretung 16.000 Kronen. Davon waren 5.000 Kr für den Waisenhausfonds bestimmt, 5.000 Kr an Arme zu verteilen durch den Armenrat, 5.000 Kr für den Hilfsausschuss bestimmt, wovon wiederum die Hälfte für Kindermahlzeiten und 1.000 Kr für die Freiwillige Feuerwehr verwendet werden sollten. Zusätzlich vorgesehen waren 250.000 Kr für die Bediensteten der F.M. Hämmerle Firmen – „den Verhältnissen der schweren Zeit Rechnung tragend, für heimkehrende Krieger, Kriegsgeschädigte, Kriegswitwen und -waisen aus ihrem Arbeitsstande, sowie für allgemeine Teuerungszulagen“.

## Privates
Otto Hämmerle heiratete 1873 Maria Klaudia Rhomberg (1854–1912), die Tochter des Politikers und Gesellschafter der Textilfabriken Herrburger & Rhomberg, Wilhelm Rhomberg. Aus der Ehe gingen fünf Kinder hervor, Franz Martin Hämmerle (1874–1946), Wilhelm Hämmerle (1876–1917), Norbert Hämmerle (1878–1972), August Hämmerle (1890–1958), Karl Hämmerle (1892–1944) und Maria Anna Emilie Hämmerle (1896–1897).